# CCR Metro Bahía
La CCR Metro Bahía es la empresa concesionaria del Sistema Metropolitano de Salvador y Lauro de Freitas. Es una sociedad de propósito específico creada por el Grupo CCR, el cual está compuesto por las constructoras Andrade Gutiérrez, Camargo Corrêa y Soares Penido. Las dos primeras empresas junto con Siemens formaban el consorcio Metrosal (Metro de Salvador), que era el encargado inicial de la construcción del metro metropolitano y acusado de sobrecostes por el Tribunal de Cuentas de la Unión (TCU). Tiene como director presidente a Harald Peter Zwetkoff.
La actuación en Salvador apunta a la expansión del Grupo CCR por el resto de Brasil, antes restringido a São Paulo, Río de Janeiro y Paraná. Es también el tercer negocio del grupo en el área de transporte de pasajeros, al ser partícipe en las concesiones ViaQuatro (metro) y CCR Barcas (transporte acuático). Más tarde, otras concesiones fueron obtenidas y refrendadas en la campaña publicitaria de los quince años del grupo empresarial.
Tiene un capital social subscrito por valor de 200.000.000,00 reales.

## Historia
El proyecto del sistema de metro fue lanzado el 24 de abril de 2013. Fue abierto a la licitación en formato de colaboración público-privada para la concesión por treinta años (tres años de construcción y el resto de operación), cuyo vencedor debía ser el que presentase el menor precio. La Compañía de Participaciones en Concesiones (CPC), del Grupo CCR, fue la única en presentar una propuesta, que ofrecía un recorte del 5,05%, el 19 de agosto de 2013. El contrato de concesión fue firmado por las tres entidades en la mañana del 15 de octubre de 2013. La continuación y conclusión del metro está presupuestado en torno a los cuatro mil millones de reales, procedentes en su totalidad del gobierno federal (a través del PAC 2), del gobierno estatal y de la concesionaria.
En asamblea general extraordinaria ocurrida el 20 de diciembre de 2013, la empresa obtuvo su modificación de denominación y dirección. Antes era llamada "Compañía del Metro de Salvador" y estaba ubicada en la Avenida Tancredo Neves, barrio del Camino das Árvores.